# Gräberfeld von Stráže
Koordinaten: 48° 36′ 30″ N, 17° 45′ 0″ O
Das Gräberfeld von Stráže aus der jüngeren römischen Kaiserzeit mit wenigen, dafür reich ausgestatteten Elitegräbern, wurde in den 1930er Jahren entdeckt. Es liegt beim Dorf Stráže westlich der Stadt Piešťany im Waagtal in der Westslowakei. Heute gehört das Dorf zur Gemeinde Krakovany im Trnavský kraj.
Die sehr reich mit römischer Ware ausgestatteten Körperbestattungen von Stráže gehören zusammen mit den Gräbern von Czéke und Osztrópataka zu den am weitesten südöstlich entdeckten Elitegräbern der jüngeren römischen Kaiserzeit. Mit der Datierung in die Stufe C1b/C2 gehören sie zudem zu den ältesten Gräbern dieser Gruppe. Wenige Generationen nach dem Ende der Markomannenkriege entstanden, belegen die Beigaben in den Elitegräbern – römisches Luxusgeschirr und zahlreiche Gegenstände aus Silber – und die Lage im nordpannonischen Limesvorland enge Beziehungen zum Römischen Reich. Sie befinden sich außerhalb der Brandnekropolen und sind mit einer quadischen Elite, den nobiles, zu verknüpfen. In diesen Gräbern sind bereits symbolische Waffenbeigaben aus Silber vertreten. Die Zuordnung zur Elite der Quaden folgt aus der zeitlichen Parallelität zur Schriftüberlieferung.
Die archäologischen Befunde bei den reich ausgestatteten Quadengräbern, die sehr wahrscheinlich die Existenz einer Rom verbundenen Elite belegen, weisen auf einen Prozess von Akkulturation und Romanisierung bei den Quaden hin.